# Neudorf bei Parndorf
Neudorf bei Parndorf (węg. Mosonújfalu, burg.-chorw. Novo Selo) – gmina w Austrii, w kraju związkowym Burgenland, w powiecie Neusiedl am See. 1 stycznia 2014 liczyła 710 mieszkańców.